# 艺术人文引文索引
艺术人文引文索引（Arts & Humanities Citation Index，简称A＆HCI）为美国科学情报研究所（ISI）建立的综合性艺术与人文类文献数据库，包括语言、文学、哲学、亚洲研究、历史、艺术等内容。收录1400多种国际权威的期刊，累计200余万条记录。

## 歷史
A＆HCI最初由美国科学情报研究所於1975年開發，後來由湯森路透集團的Thomson Scientific收購。目前由湯姆森路透的知識產權（IP）與科學部門現管理發布。